# Pyra

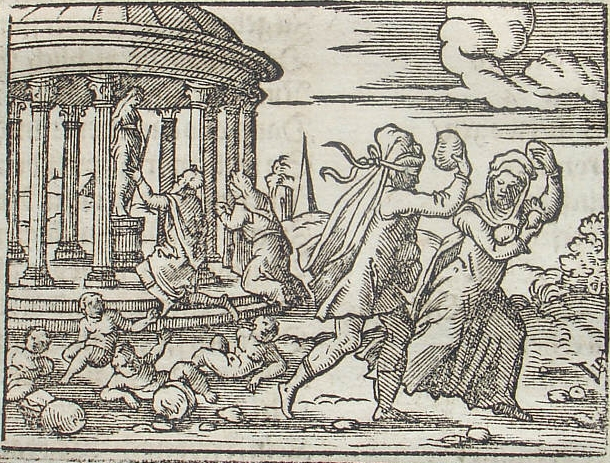
Deucalion și soția sa, Pyra. În planul doi, ei primesc oracolul zeiței Themis iar în primul plan sunt reprezentați aruncând pietre care devin copii (gravură de Virgil Solis (1514 - 1562), gravor german, pentru Metamorfoze de Ovidiu).

Pyra (în greacă Πύρρα) este în mitologia greacă fiica lui Epimeteu și a Pandorei. Ea și soțul ei Deucalion, fiul lui Prometeu, au fost singurii supraviețuitori ai Potopului, refugiindu-se pe Muntele Parnas.
După Potop, pentru a crea o nouă rasă umană, zeița Themis i-a sfătuit, printr-un oracol, să arunce în urma lor oasele bunicii lor, adică pietre căci bunica lor era Geea. Din aceste pietre au apărut oamenii așa cum îi cunoaștem astăzi.
Deucalion și Pyra au avut șase copii: trei băieți (Hellen, Amphictyon și Orestheus) și trei fete (Protogeneia, Pandora II și Thyia).